# 福斯特对话尼克松
《福斯特对话尼克松》（英語：Frost/Nixon），是一部於2008年上映的历史剧情片，由朗·霍华德執導，环球影业出品。劇情改編自彼得·摩根的同名戲劇，內容描写了1977年大卫·弗罗斯特对美國總統理查德·尼克松的电视采访。

## 劇情
本片改編自一次真實的電視採訪。有很多人將這次電視採訪稱為歷史的轉捩點，因為他們認為那次採訪永遠地改變了電視採訪的歷史，而它對於美國政治歷史的影響也頗為深遠。不論其歷史意義有沒有被誇大，但可以肯定的是，它已經成為了歷史的一個重要部分。
自從水門事件發生之後，尼克森總統被迫在白宮引咎辭職。而隨後相當長的一段時間內，尼克森在公眾面前消失。但媒體可沒有那麼健忘，畢竟水門事件的影響是巨大的，但鑒於尼克森總統一直保持沉默，也沒有以個人立場和名義對水門事件做過任何評價或是像無數人所盼望的那樣表示懺悔。就這樣，時間飛逝，三年的時間幾乎沖淡了人們對這件事的記憶。然而就在這時，這場改變歷史的採訪發生了。
1977年夏天，尼克森總統終於答應了採訪的要求，並親自來到了演播室，準備向全美國的人民述說自己在總統任期內所發生的一切，當然也不會缺少他自己對這些任內的政績：例如他與周恩來跨越時代的握手、美國人終於代表人類在月球上的一小步、還有結束了美國歷史噩夢的越南泥潭——當然，最後還有壓軸——斷送他總統生涯的水門事件。尼克森想既然打算要進行訪談，那自然需要仔細選擇採訪人。不過一切都出乎尼克森的預料，電視臺選擇的採訪人甚至不是美國人，而是一位英國記者福克斯。不過弗羅斯特看起來絕非刁鑽狡猾之輩，而是保持著英國人特有的紳士風度看上去和藹可親，於是乎尼克森開始準備對策。
有人說商場如戰場，而現實中採訪也是如此。福克斯的採訪團隊也在為他們的採訪作全方位的準備，尼克森能夠擔任美國總統並且在國際政壇中遊刃有餘，絕對是機智和狡猾完美集合體。所有人都想知道水門事件的幕後真相，但畢竟是極度敏感的政治話題，對於公眾透漏多少才是合適？對於信奉自由和民主的美國民眾來說，他們要求知道事實，但這次採訪卻又不僅僅是面對美國人，而是整個世界的政客。所以如何拿捏，是對戰雙方都頭痛不已的問題。
而當這個時刻終究到來的時候，所發生的事情還是出乎所有人的掌控範圍。這次電視採訪變成了一場空前的口才辯論，成為了一次史無前例的智慧交鋒，一位是久經沙場的總統，一位是經驗豐富的記者，採訪的過程中那是刀光寒閃、暗箭橫飛。而在採訪高潮到來時，尼克森史無前例地承認“我讓美國人民失望”。而那句“一旦總統竊聽就意味著竊聽不再是非法”的臺詞，更使這次訪談超出了採訪的界限，最終成為了美國新聞史上的一個銘記歷史的轉捩點。

## 演員
- 弗蘭克·朗格拉 飾演 理查德·尼克松
- 米高·辛 飾演 大卫·弗罗斯特
- 派蒂·麥科馬克（英语：Patty McCormack） 飾演 帕特.尼克森
- 凯文·贝肯 飾演 傑克·布倫南（英语：Jack Brennan）
- 奧利弗·普拉特 飾演 鮑伯·澤爾尼克（英语：Robert Zelnick）
- 山姆·洛克威爾 飾演 小詹姆斯·雷斯頓（英语：James Reston, Jr.）
- 馬菲·麥費恩 飾演 約翰男爵
- 麗貝卡·豪爾 飾演 卡洛琳·庫辛
- 托比·瓊斯 飾演 歐文·保羅·拉扎爾（英语：Irving Paul Lazar）
- Andy Milder 飾演 弗蘭克·甘諾
- Gene Boyer 飾演 自己

## 發行
電影最先於第52屆伦敦电影节上以開幕片的身分首映，接著在2008年12月5日於美國的三個劇院中發行，直到2009年1月23日才開始廣泛上映。

## 評價
爛番茄新鮮度92%，基於248條評論，平均分為7.9/10，而在Metacritic上得到80分，收穫普遍好評。

## 獎項
| 獎項                         | 提名                        | 結果 |
| ---------------------------- | --------------------------- | ---- |
| 第66屆金球獎                 | 最佳電影                    | 提名 |
| 第66屆金球獎                 | 最佳男演員（弗蘭克·朗格拉） | 提名 |
| 第66屆金球獎                 | 最佳導演（朗·霍華）         | 提名 |
| 第66屆金球獎                 | 最佳配樂（漢斯·季默）       | 提名 |
| 第66屆金球獎                 | 最佳編劇（彼得·摩根）       | 提名 |
| 2008年拉斯維加斯影評人協會獎 | 最佳男演員（弗蘭克·朗格拉） | 獲獎 |
| 2008年拉斯維加斯影評人協會獎 | 最佳導演                    | 獲獎 |
| 2008年拉斯維加斯影評人協會獎 | 最佳剪接                    | 獲獎 |
| 2008年拉斯維加斯影評人協會獎 | 最佳電影                    | 獲獎 |
| 2008年拉斯維加斯影評人協會獎 | 最佳編劇                    | 獲獎 |
| 第15屆美國演員工會獎         | 最佳男演員（弗蘭克·朗格拉） | 提名 |
| 第15屆美國演員工會獎         | 最佳演員（A.K.A.最佳影片）  | 提名 |
| 第81屆奧斯卡金像獎           | 最佳影片                    | 提名 |
| 第81屆奧斯卡金像獎           | 最佳男演員（弗蘭克·朗格拉） | 提名 |
| 第81屆奧斯卡金像獎           | 最佳改編劇本                | 提名 |
| 第81屆奧斯卡金像獎           | 最佳導演（朗·霍華）         | 提名 |
| 第81屆奧斯卡金像獎           | 最佳剪接                    | 提名 |
| 第62屆英國電影學院獎         | 最佳電影                    | 提名 |
| 第62屆英國電影學院獎         | 最佳導演                    | 提名 |
| 第62屆英國電影學院獎         | 最佳男主角                  | 提名 |
| 第62屆英國電影學院獎         | 最佳改編劇本                | 提名 |
| 第62屆英國電影學院獎         | 最佳剪接                    | 提名 |
| 第62屆英國電影學院獎         | 最佳化妝                    | 提名 |

- 《請問總統先生》被美國電影學院選為2008年十大佳片中的電影之一。[7]